# MLB All-Star Game 2010
MLB All-Star Game 2010 – 81. Mecz Gwiazd ligi MLB, który odbył się w dniach 13 lipca 2010 roku na stadionie Angel Stadium of Anaheim w Anaheim. Spotkanie zakończyło się zwycięstwem National League All-Stars 3–1. Frekwencja wyniosła 45 408 widzów.
Najbardziej wartościowym zawodnikiem został wybrany Brian McCann z Atlanta Braves, który w pierwszej połowie siódmej zmiany przy stanie 0–1 dla AL All-Star Team zaliczył three run double.
W 2010 wprowadzono na stałe na listę pałkarzy designated hittera, niezależnie od miejsca rozegrania All-Star Game; w poprzednich meczach w przypadku meczów mającym miejsce na stadionie klubu z National League, na liście pałkarzy figurował miotacz. MLB All-Star Game 2010 był pierwszym Meczem Gwiazd, transmitowanym w technologii 3D.

## Wyjściowe składy
| National League | National League | National League | National League | American League | American League   | American League | American League |
| #               | Zawodnik        | Klub            | Pozycja         | #               | Zawodnik          | Klub            | Pozycja         |
| --------------- | --------------- | --------------- | --------------- | --------------- | ----------------- | --------------- | --------------- |
| 1               | Hanley Ramírez  | Marlins         | SS              | 1               | Ichiro Suzuki     | Mariners        | RF              |
| 2               | Martín Prado    | Braves          | 2B              | 2               | Derek Jeter       | Yankees         | SS              |
| 3               | Albert Pujols   | Cardinals       | 1B              | 3               | Miguel Cabrera    | Tigers          | 1B              |
| 4               | Ryan Howard     | Phillies        | DH              | 4               | Josh Hamilton     | Rangers         | CF              |
| 5               | David Wright    | Mets            | 3B              | 5               | Vladimir Guerrero | Rangers         | DH              |
| 6               | Ryan Braun      | Brewers         | LF              | 6               | Evan Longoria     | Rays            | 3B              |
| 7               | Andre Ethier    | Dodgers         | CF              | 7               | Joe Mauer         | Twins           | C               |
| 8               | Corey Hart      | Brewers         | RF              | 8               | Robinson Canó     | Yankees         | 2B              |
| 9               | Yadier Molina   | Cardinals       | C               | 9               | Carl Crawford     | Rays            | LF              |
|                 | Ubaldo Jiménez  | Rockies         | P               |                 | David Price       | Rays            | P               |

| National League                                                     | 0 | 0 | 0 | 0 | 0 | 0 | 3 | 0 | 0 | 3 | 7 | 1 |
| American League                                                     | 0 | 0 | 0 | 0 | 1 | 0 | 0 | 0 | 0 | 1 | 6 | 0 |
| WP: Matt Capps (1–0) LP: Phil Hughes (0–1) SV: Jonathan Broxton (1) |   |   |   |   |   |   |   |   |   |   |   |   |

## Składy
| Miotacze - Andrew Bailey (1) - Clay Buchholz (1) - Trevor Cahill (1) - Fausto Carmona (1) - Neftalí Feliz (1) - Phil Hughes (1) - Cliff Lee (2) - Jon Lester (1) - Andy Pettitte (3) - David Price (1) - Mariano Rivera (11) - CC Sabathia (4) - Joakim Soria (2) - Rafael Soriano (1) - Matt Thornton (1) - José Valverde (2) - Justin Verlander (2) - Jered Weaver (1) Łapacze - John Buck (1) - Víctor Martínez (4) - Joe Mauer (4) Designated hitters - Vladimir Guerrero (9) - David Ortiz (5) |  | Wewnątrzpolowi - Elvis Andrus (1) - Adrián Beltré (1) - Miguel Cabrera (5) - Robinson Canó (2) - Derek Jeter (11) - Ian Kinsler (2) - Paul Konerko (4) - Evan Longoria (3) - Justin Morneau (4) - Dustin Pedroia (3) - Alex Rodriguez (13) - Ty Wigginton (1) Zapolowi - José Bautista (1) - Carl Crawford (4) - Josh Hamilton (3) - Torii Hunter (4) - Ichiro Suzuki (10) - Nick Swisher (1) - Vernon Wells (3) |  | Menadżer - Joe Girardi |

| Miotacze - Heath Bell (2) - Jonathan Broxton (2) - Matt Capps (1) - Chris Carpenter (3) - Yovani Gallardo (1) - Roy Halladay (7) - Tim Hudson (3) - Ubaldo Jiménez (1) - Josh Johnson (2) - Hong-Chih Kuo (1) - Tim Lincecum (3) - Evan Meek (1) - Arthur Rhodes (1) - Billy Wagner (7) - Adam Wainwright (1) - Brian Wilson (2) Łapacze - Brian McCann (5) - Yadier Molina (2) |  | Wewnątrzpolowi - Rafael Furcal (2) - Adrian Gonzalez (3) - Ryan Howard (3) - Omar Infante (1) - Brandon Phillips (1) - Martín Prado (1) - Albert Pujols (9) - Hanley Ramírez (3) - José Reyes (3) - Scott Rolen (6) - Troy Tulowitzki (1) - Chase Utley (5) - Joey Votto (1) - David Wright (5) Zapolowi - Michael Bourn (1) - Ryan Braun (3) - Marlon Byrd (1) - Andre Ethier (1) - Corey Hart (2) - Jason Heyward (1) - Matt Holliday (4) - Chris Young (1) |  | Menadżer - Charlie Manuel |

- W nawiasie podano liczbę powołań do All-Star Game.

## Home Run Derby
| Angel Stadium of Anaheim, Anaheim – AL 50, NL 45 | Angel Stadium of Anaheim, Anaheim – AL 50, NL 45 | Angel Stadium of Anaheim, Anaheim – AL 50, NL 45 | Angel Stadium of Anaheim, Anaheim – AL 50, NL 45 | Angel Stadium of Anaheim, Anaheim – AL 50, NL 45 | Angel Stadium of Anaheim, Anaheim – AL 50, NL 45 | Angel Stadium of Anaheim, Anaheim – AL 50, NL 45 |
| ------------------------------------------------ | ------------------------------------------------ | ------------------------------------------------ | ------------------------------------------------ | ------------------------------------------------ | ------------------------------------------------ | ------------------------------------------------ |
| David Ortiz                                      | Boston Red Sox                                   | 8                                                | 13                                               | 21                                               | 11                                               | 32                                               |
| Hanley Ramírez                                   | Florida Marlins                                  | 9                                                | 12                                               | 21                                               | 5                                                | 26                                               |
| Corey Hart                                       | Milwaukee Brewers                                | 13                                               | 0                                                | 13                                               | –                                                | 13                                               |
| Miguel Cabrera                                   | Detroit Tigers                                   | 7                                                | 5                                                | 12                                               | –                                                | 12                                               |
| Matt Holliday                                    | St. Louis Cardinals                              | 5                                                | –                                                | 5                                                | –                                                | 5                                                |
| Nick Swisher                                     | New York Yankees                                 | 4                                                | –                                                | 4                                                | –                                                | 4                                                |
| Vernon Wells                                     | Toronto Blue Jays                                | 2                                                | –                                                | 2                                                | –                                                | 2                                                |
| Chris Young                                      | Arizona Diamondbacks                             | 1                                                | –                                                | 1                                                | –                                                | 1                                                |